# Sönner-Flakamyren
Sönner-Flakamyren är ett naturreservat i Bergs kommun i Jämtlands län.
Området är naturskyddat sedan 2014 och är 42 hektar stort. Reservatet består av Sönner-Flakamyren och Gammalbodmyren samt tall- och granskog mellan de båda myrarna. 